# IC 4913
IC 4913 — галактика типу E-S0 (еліптична спіральна галактика) у сузір'ї Стрілець.
Цей об'єкт міститься в оригінальній редакції індексного каталогу.